# Anne Kersten
Anne Kersten (* 26. November 1895 in Mannheim; † 23. Februar 1982 in München) war eine deutsche Schauspielerin.

## Biografie
Sie begann ihre Laufbahn bei Louise Dumont am Düsseldorfer Schauspielhaus, dann folgten Engagements am Staatstheater Darmstadt, wo sie 1923 bis 1925 in den Titelrollen der Lulu und der Heiligen Johanna von Shaw zu sehen war. 1933/34 spielte sie am Nationaltheater Mannheim und gehörte ab 1934 zum Ensemble des Bayerischen Staatsschauspiels. Kersten stand 1944 in der Gottbegnadeten-Liste des Reichsministeriums für Volksaufklärung und Propaganda.
In München stand sie in vielen bedeutenden Rollen bis ins hohe Alter auf der Bühne. Eine ihrer bedeutendsten Rollen war die Penthesilea (1942). Sie verkörperte die Herzogin in Die Braut von Messina (1951), Jo in Der gefesselte Prometheus (1951), Lady Waynflete in Shaws Kapitän Brassbounds Bekehrung (1954), Elisabeth (erstmals 1941) in Maria Stuart (1955, mit Maria Wimmer als Gegenspielerin), Hure in Genets Die Wände (1968), Mutter in Coriolan (1970), Madame Pernelle in Tartuffe (1971), Großmutter in Woyzeck (1972), Königin Eleonore in König Johann (1974), Claire Zachanassian in Der Besuch der alten Dame (1975) und Amme in Medea (1976, mit Lola Müthel in der Titelrolle).
Bei Film- und Fernsehproduktionen wirkte Anne Kersten nur relativ selten mit. Sie arbeitete auch als Synchronsprecherin. 1959 bekam sie den Bayerischen Verdienstorden.

## Filmografie
- 1957: Ein Fremder kam ins Haus
- 1959: Eine Dummheit macht auch der Gescheiteste
- 1959: Das mittlere Fenster
- 1960: Lampenfieber
- 1963: Die Abrechnung
- 1963: Lady Lobsters Bräutigam
- 1964: König Richard III
- 1966: Die Fliegen
- 1968: Herr Kannt gibt sich die Ehre

## Hörspiele
- 1963: Herbert Asmodi: Die Harakiri-Serie – Regie: Hans-Dieter Schwarze (Kriminalhörspiel – BR/HR)